# Lars Holger Ehlers
Lars Holger Ehlers (født 02.02.1966) er tidligere professor ved Klinisk Institut på Aalborg Universitet. Han har forsket i sundhedsøkonomiske forhold ved nye behandlinger og kroniske sygdomme samt sundhedsvæsenets organisering og finansiering. Derudover var han leder af Danish Center for Healthcare Improvements (DCHI) indtil 31. december 2021. Han har forsket i sundhedsøkonomi og kvalitet i sundhedsvæsenet. Han blev kandidat i økonomi ved Aarhus Universitet i 1991, hvor han også fik sin Ph.D. i sundhedsøkonomi i 1996.

## Karriere
Udover at være tidligere professor og leder ved Aalborg Universitet har Ehlers udviklet Medical Market Access (MMA) uddannelsen, som består af en bachelor i medicin og kandidatgrad i sundhedsøkonomi og marketing. Det er også på denne uddannelse han primært har undervist. Desuden har han siden 2009 været faglig ansvarlig for udviklingen og driften af alle sundhedsøkonomiske kurser på det samfundsvidenskabelige og det sundhedsvidenskabelige fakultet.

Yderligere har han været rådgiver for både offentlige myndigheder, private virksomheder og forskningsinstitutioner, blandt andet det svenske forskningsråd (FAS). Han har tidligere arbejdet i Center for Folkesundhed i Aarhus samt i den private industri i Tele Danmark (TDC). Desuden har han optrådt i medierne mange gange.

## Priser
- Reizenstein Award for Best Paper, 2017[8]
- International Society for Pharmacoeconomics and Outcomes Research (ISPOR) Europe 2019 Poster price[9]

## Publikationer
Lars Holger Ehlers har udgivet en lang række tidsskriftartikler. Desuden har han skrevet to bøger og en del kapitler i lærebøger og andre fagbøger. Han har blandt andet skrevet en bog om Medical Market Access.  